# یوتلی (تگزاس)
یوتلی، تگزاس(به انگلیسی: Utley, Texas) شهری در ایالت تگزاس از ایالات جنوبی ایالات متحده آمریکا است.